# Sankt Marein bei Knittelfeld
Sankt Marein bei Knittelfeld là một đô thị thuộc huyện Knittelfeld trong bang Steiermark, nước Áo. Đô thị Sankt Marein bei Knittelfeld có diện tích 60,64 km², dân số cuối năm 2005 là 698 người.